# Early Years Collection
Early Years Collection – czwarta kompilacja japońskiej piosenkarki Yukari Tamury, wydana 2 września 2015 roku. Album osiągnął 12 pozycję w rankingu Oricon i pozostał na niej przez 4 tygodnie.

## Lista utworów
| Nr  | Tytuł                                                            | Słowa          | Kompozycja         | Aranżacja          | Czas |
| --- | ---------------------------------------------------------------- | -------------- | ------------------ | ------------------ | ---- |
| 1.  | „Yūki wo kudasai” (jap. 勇気をください)                          | Yuriko Mori    | Kentarō Haneda     | Hayato Matsuo      |      |
| 2.  | „Mirai no DIARY” (jap. 未来のDIARY)                              | Yuriko Mori    | Kentarō Haneda     | Hiroshi Sakamoto   |      |
| 3.  | „Kagayaki no kisetsu” (jap. 輝きの季節)                          | Kakeru Saegusa | Kazuhisa Yamaguchi | Kazuhisa Yamaguchi |      |
| 4.  | „Super Helper” (jap. スーパー・ヘルパー)                         | Kakeru Saegusa | Kazuhisa Yamaguchi | Kazuhisa Yamaguchi |      |
| 5.  | „HAPPY BIRTHDAY”                                                 | Kakeru Saegusa | Kazuhisa Yamaguchi | Kazuhisa Yamaguchi |      |
| 6.  | „love me do”                                                     | Kakeru Saegusa | Kazuhisa Yamaguchi | Kazuhisa Yamaguchi |      |
| 7.  | „Sparkle with delight”                                           | Kakeru Saegusa | Kazuhisa Yamaguchi | Kazuhisa Yamaguchi |      |
| 8.  | „Mermaid” (jap. マーメイド)                                      | Kakeru Saegusa | Kazuhisa Yamaguchi | Kazuhisa Yamaguchi |      |
| 9.  | „Kaze no Pani-Poni” (jap. かぜのパニ・ポニ)                      | Kumako Arai    | Noriyuki Nakamura  | Noriyuki Nakamura  |      |
| 10. | „Futari” (jap. ふたり)                                           | Satomi Arimori | Katsuo Ōno         | Katsuo Ōno         |      |
| 11. | „Koi wa mahō” (jap. 恋は魔法)                                    | Satomi Arimori | Katsuo Ōno         | Katsuo Ōno         |      |
| 12. | „REBIRTH ~Megami tensei~” (jap. REBIRTH ~女神転生~)              | Kakeru Saegusa | Kazuhisa Yamaguchi | Kazuhisa Yamaguchi |      |
| 13. | „DAYDREAM”                                                       | Kakeru Saegusa | Kazuhisa Yamaguchi | Kazuhisa Yamaguchi |      |
| 14. | „REBIRTH ~Shijima kara no yosō~” (jap. REBIRTH ~静寂からの余想~) | Kakeru Saegusa | Kazuhisa Yamaguchi | Kazuhisa Yamaguchi |      |
| 15. | „Kitto ieru” (jap. きっと言える)                                 | Kakeru Saegusa | Kazuhisa Yamaguchi | Kazuhisa Yamaguchi |      |
| 16. | „Love Countdown”                                                 | Kakeru Saegusa | Kazuhisa Yamaguchi | Kazuhisa Yamaguchi |      |